# Kürti Gyula
Kürti Gyula (Kürthy; Július; Rózsahegy, 1879. december 29. – Rózsahegy, 1938. június 23.) muzeológus, fogorvos.

## Élete
Zsidó vallású családban nőtt fel, apja 1894-ben magyarosította a Kohn családi nevét Kürtire. A család többször költözött, végül 1888-ban tértek vissza Rózsahegyre. Apja a városi kocsmát üzemeltette az egykori Madocsányi-kúriában (ma Andrej Hlinka Kultúrház).
Már 12 évesen bátyja Artúr (1876-1915) hatására az 1890-ben Rózsahegyen alapított és 8 évig működő ún. Erzsébet múzeum gyűjtő tagja, őre és titkára lett. 1904-ben is sikertelen múzeumalapítással próbálkoztak. A növekedő városban végül 1912-ben sikerült megalapítani a Liptói muzeális társaságot, melynek előbb őre lett. Orvos bátyja tuberkulózisban hunyt el, ő pedig bevonult és az első világháborúban szolgált. A muzeális társaság 1921-ben megszűnt, a gyűjteményeket a város vette át, létrehozva a Liptói Múzeumot. Orvosi pályáját felhagyva, városi alkalmazásban teljes állású múzeumi szakember lett. Ismét a múzeum őre, majd 1922-től igazgatója lett, s azon fáradozott, hogy a gyűjtemény új épületbe költözhessen, amit 1937-ben sikerült megvalósítania, amikor megépült a múzeum épülete. A múzeum új épületének alapkövét 1935-ben tették le. Lőcsei szakmai útja során megfázott, és rövidesen tüdőgyulladásban hunyt el.
1905-ben Kürti és Neu néven Neu Mórral sör-, szikvíz- és szénkereskedést alapított Rózsahegyen.
Liptó és Rózsahegy bibliográfiájával, régészetével, történetével és természetrajzával foglalkozott. 1903-ban két pecsétnyomót ajándékozott a Magyar Nemzeti Múzeumnak. 1907-ben 4 emlékérmet ajándékozott a Magyar Numizmatikai Társulatnak. 1927-ben elitélték azokat akik betörve hozzá ellopták értékeit, értékes okmányait pedig a Vágba dobták.
A rózsahegyi zsidó temetőben nyugszik. 1903-tól a Magyar Numizmatikai Társulat tagja volt.

## Emlékezete
- A Liptói múzeum falán tábla őrzi a Kürti testvérek emlékét.

## Művei
- 1898 Krátke dejiny Alžbetinho múzea 1890–1898
- 1907 Éremleletek (Rózsahegy és Oszada). Numizmatikai Közlöny 6/III, 106-107
- 1912 Liptó vármegye érmészete. Rózsahegyi Ujság 1912/8-9, 12. sz.
- 1925 Menoslov úradníkov Likavy. Sborník Matice slovenskej 3/1-2
- 1929 Archív hybský. Sborník Museálnej slovenskej spoločnosti 23/3-4
- 1930 Pevnôstka sv. Žofie v Ružomberku
- 1931 A Magas Tátra liptói részének személyek után elnevezett helyei
- 1932 Nemecká Ľupča a jej archív. Sborník Museálnej slovenskej spoločnosti 26/1-4
- 1937 25 rokov Liptovksého muzea v Ružomberku 1912-1937. Jubilejná zpráva

A Numizmatikai Közlönyben jelentek meg információi.